# Calymperes lamellosulum
Calymperes lamellosulum är en bladmossart som beskrevs av Cardot in Grandidier 1915. Calymperes lamellosulum ingår i släktet Calymperes och familjen Calymperaceae. Inga underarter finns listade i Catalogue of Life.